# Inginer agronom
Inginer agronom este un specialist în agronomie, responsabil de aplicarea cunoștințelor științifice și tehnice pentru optimizarea producției agricole, conservarea resurselor naturale și promovarea practicilor agricole sustenabile. Inginerii agronomi joacă un rol esențial în agricultură, contribuind la securitatea alimentară, gestionarea solurilor, selecția soiurilor de plante și implementarea tehnologiilor moderne. Aceștia lucrează în ferme, institute de cercetare, companii agricole sau instituții guvernamentale, adaptând soluțiile la condițiile locale și la provocările globale, precum schimbările climatice.

## Definiție și rol
Inginerul agronom combină expertiza în științe biologice, tehnice și economice pentru a planifica, gestiona și îmbunătăți procesele agricole. Rolurile sale includ:
- Proiectarea sistemelor agricole: Elaborarea planurilor de cultivare și rotație a culturilor.
- Monitorizarea culturilor: Inspectarea plantelor pentru a detecta boli, dăunători sau deficiențe nutriționale.
- Managementul solurilor: Analiza fertilității și aplicarea fertilizanților sau amendamentelor.
- Implementarea tehnologiilor: Utilizarea dronelor, senzorilor și sistemelor de irigații pentru agricultura de precizie.
- Consultanța: Furnizarea de recomandări fermierilor pentru optimizarea producției.
- Cercetarea: Dezvoltarea soiurilor rezistente și testarea practicilor agricole inovatoare.

Inginerii agronomi colaborează cu fermieri, agrochimiști, fitopatologi și autorități pentru a asigura sustenabilitatea și eficiența agriculturii.

## Educație și formare
Pentru a deveni inginer agronom, este necesară o diplomă universitară în agronomie, horticultură sau științe agricole, obținută de la instituții precum USAMV București, USAMV Cluj-Napoca sau USAMV Iași. Programele includ cursuri în:
- Pedologie: Studiul solurilor și al fertilității.
- Fitotehnică: Tehnici de cultivare a plantelor de câmp.
- Fitopatologie: Combaterea bolilor plantelor.
- Agromecanică: Utilizarea utilajelor agricole.
- Economie agrară: Managementul financiar al fermelor.

Certificările suplimentare (ex. în agricultura ecologică sau managementul irigațiilor) și cursurile de master sau doctorat sporesc competențele. Practica de teren și stagiile în ferme sunt esențiale pentru formarea profesională. USAMV București

## Competențe necesare
Inginerul agronom trebuie să dețină un set divers de competențe:
- Cunoștințe științifice: Înțelegerea proceselor biologice și chimice din agricultură.
- Abilități tehnice: Operarea utilajelor și tehnologiilor agricole moderne.
- Capacitate analitică: Interpretarea datelor din analizele de sol și monitorizarea culturilor.
- Comunicare: Colaborarea cu fermierii și transmiterea recomandărilor clare.
- Adaptabilitate: Gestionarea provocărilor climatice și economice.
- Gândire sustenabilă: Promovarea practicilor care conservă resursele naturale.

## Aplicații practice
Inginerii agronomi activează în diverse domenii ale agriculturii:
- Ferme agricole: Planificarea și supravegherea culturilor de cereale, legume sau fructe (ex. fermele din Câmpia Bărăganului).
- Pepiniere și livezi: Gestionarea producției de pomi fructiferi și viță de vie (ex. podgoriile Murfatlar).
- Cercetare agricolă: Dezvoltarea soiurilor rezistente la secetă în institute precum ICDA Mărăcineni.
- Consultanta agricolă: Asistarea fermierilor în accesarea fondurilor europene prin AFIR.
- Industria alimentară: Supravegherea procesării produselor agricole (ex. fabrici de ulei, lactate).
- Politici agricole: Contribuția la strategiile naționale de dezvoltare rurală.

Exemple internaționale includ:
- Olanda: Inginerii agronomi gestionează sere de înaltă tehnologie pentru exportul de legume.
- Statele Unite: Utilizarea agriculturii de precizie în fermele de porumb din Midwest.

## Istoric
Profesia de inginer agronom a evoluat odată cu agronomia ca știință. În antichitate, agricultorii din Egiptul antic, Mesopotamia și China antică aplicau cunoștințe empirice despre soluri și irigații. În Europa, Renașterea a adus primele tratate agricole, precum Théâtre d'Agriculture (1600) al lui Olivier de Serres. Revoluția Agricolă (secolele XVIII–XIX) a formalizat profesia, prin contribuțiile lui Albrecht Thaer, care a promovat analiza solurilor, și Mathieu de Dombasle, care a dezvoltat tehnici de mecanizare.
Secolul XX a adus progrese prin biotehnologie și mecanizare. Ivan Miciurin (Rusia) a influențat selecția plantelor, iar Kliment Timiriazev a fundamentat fiziologia vegetală. În prezent, inginerii agronomi folosesc tehnologii digitale și biotehnologii pentru a răspunde nevoilor globale.

### În România
În România, profesia a fost formalizată de Ion Ionescu de la Brad (1818–1887), care a introdus agronomia științifică prin cursurile sale la Școala normală din București și monografii precum Agricultura română din județul Dorohoi. Alte contribuții notabile includ:
- Agricola Cardaș: Cercetări în zootehnie, cu focus pe rasele autohtone.
- Constantin Sandu-Aldea: Selecția soiurilor de cereale adaptate solurilor românești.
- Marin Chirițescu-Arva: Studii pedologice în Câmpia Română.
- Haralamb Vasiliu: Metode de combatere a bolilor plantelor.

Institute precum Academia de Științe Agricole și Silvice și universități ca USAMV București au consolidat profesia, formând generații de ingineri agronomi. Academia de Științe Agricole și Silvice

## Personalități notabile
- Ion Ionescu de la Brad: Fondatorul agronomiei românești, pionier al educației agricole.
- Albrecht Thaer: A fundamentat agronomia modernă prin analiza solurilor.
- Ivan Miciurin: A dezvoltat soiuri de plante rezistente, influențând genetica agricolă.
- Norman Borlaug: Laureat al Premiului Nobel, lider al Revoluției Verzi, prin soiuri hibride de grâu.

## Provocări și tendințe
Inginerii agronomi se confruntă cu provocări majore:
- Schimbările climatice: Seceta și temperaturile extreme reduc productivitatea.
- Eroziunea solurilor: Practicile intensive degradează fertilitatea.
- Presiunea demografică: Creșterea cererii de alimente necesită inovații.
- Reglementările ecologice: Reducerea pesticidelor și fertilizanților chimici.

Tendințele actuale includ:
- Agricultura de precizie: Utilizarea dronelor, sateliților și senzorilor pentru monitorizarea culturilor.
- Agricultura ecologică: Creșterea cererii pentru produse fără chimicale.
- Biotehnologia: Dezvoltarea organismelor modificate genetic (OMG) rezistente la boli.
- Digitalizarea: Platforme pentru gestionarea fermelor și comercializarea produselor.

## Imagini reprezentative
Profesia de inginer agronom este ilustrată prin imagini care surprind activitățile și tehnologiile agricole: